# Polishop
Polishop é uma empresa varejista omnichannel brasileira. Tem um faturamento anual estimado em mais de 1 bilhão de reais.
Conhecida pelos seus produtos inovadores e diferentes anunciados na TV em comerciais e infocomerciais a empresa dispõe de uma ampla rede de divulgação e comercialização dos seus produtos: lojas físicas, catálogos, televendas, internet, canal próprio de televisão, três stúdios de TVHD, que produzem mais de 140 horas por dia de programação, possui também fábrica em Manaus e representação comercial independente através de marketing multinível, além de 250 lojas físicas por todo o Brasil.

## História
A Polishop foi fundada em 1999/2000 por João Appolinário, mas inicialmente com o nome de "Seven Diet" e vendendo apenas um produto, "Sopa Emagrecedora". Já nasceu multicanal pois oferecia seus produtos pela TV, televendas e internet e desde então seu crescimento foi constante.
Em 2002, criou a revista Ideias, que é uma espécie de revista catalogo cujo foco se dá nos benefícios dos produtos.
As primeiras lojas físicas Polishop foram inauguradas em 2003, em shoppings de São Paulo. Até outubro de 2016, a rede de lojas da empresa reunia 228 pontos de venda em shoppings de 25 estados e o Distrito Federal.
Em 2004, inaugurou seu próprio canal de TV, Polishop TV, pois até então ela comprava publicidade nos principais canais de TV aberta e por assinatura.
Em 2007, iniciou uma expansão internacional distribuindo produtos em toda América do Sul, Estados Unidos, Ásia e em alguns países europeus.
Em 2011, abriu seu canal de vendas diretas e nasce o Polishop Com Vc, uma possibilidade de vendas por intermédio do Marketing de Rede ou Marketing Multinível. Esse canal teve um crescimento expressivo de 320% apenas em 2012.
Em 2015, lançou a linha de produtos de beleza Be Emotion e adquiriu os direitos da organização do concurso Miss Brasil por dez anos.

### Crise Financeira e Conflito Entre Sócios na Polishop (2024)
Em 5 de julho de 2024, foi divulgado que um conflito empresarial entre João Appolinário, fundador e diretor-executivo da Polishop, e Carlos Marcos de Oliveira Neto, que possuía 50% da empresa e atuava como diretor de operações, contribuiu para a crise financeira que levou ao pedido de recuperação judicial da empresa, aceito pela Justiça paulista em maio de 2024. Appolinário afirmou que Oliveira Neto se opôs ao plano de reestruturação que incluía cortes de custos e a criação de franquias, o que agravou a situação financeira da empresa, já impactada pela pandemia de COVID-19 e pelo aumento dos custos de locação em shoppings
O conflito foi resolvido com a redução da participação de Oliveira Neto para menos de 3%. Durante a pandemia, as tensões se acalmaram temporariamente, mas ressurgiram posteriormente, resultando na quase total saída de Oliveira Neto da empresa. Um aumento de capital realizado por Appolinário diluiu a participação de Oliveira Neto. Apesar dos desafios, a empresa continua com a estratégia de expansão por meio de franquias e conseguiu reduzir sua dívida bancária significativamente. Appolinário também destacou a meta de aumentar a participação das marcas próprias no faturamento da empresa para 90% até 2030.

## Associações
- Instituto para Desenvolvimento do Varejo – IDV[8]
- Associação Brasileira de Empresas de Vendas Diretas – ABEVD[9]
- World Federation of Direct Selling Associations – WFDSA
- Instituto Nacional da Propriedade Industrial –INPI